# Stracena sulphureivena
Stracena sulphureivena är en fjärilsart som beskrevs av Aurivillius 1904. Stracena sulphureivena ingår i släktet Stracena och familjen tofsspinnare. Inga underarter finns listade i Catalogue of Life.